# Kuflew
Kuflew es un pueblo de Polonia, en Mazovia.  Se encuentra en el distrito (Gmina) de Mrozy, perteneciente al condado (Powiat) de Mińsk. Se encuentra aproximadamente  a 8 km al sur de Mrozy, a 19 km al sureste de Mińsk Mazowiecki, y a 57 km  al este de Varsovia. Su población es de 220 habitantes.